# 神戸商船大学
神戸商船大学（こうべしょうせんだいがく）は、兵庫県神戸市東灘区深江南町5-1-1に本部を置いていた日本の国立大学である。1952年に設置され、2004年に廃止された。
2003年10月1日に神戸大学と統合、神戸大学（深江キャンパス）海事科学部を発足。以後も、神戸商船大学は、在籍する学生のために存続していたが、2004年3月31日に国立大学が独立行政法人化し国立大学法人となるのにあわせて廃校した。在学生は同日付で神戸大学に転籍した。
その結果、海事科学部は新設された3つの課程（海事技術マネジメント学課程、海上輸送システム学課程、マリンエンジニアリング課程）のほかに、旧神戸商船大学の4つの課程の学生が在籍することになった。2007年3月で旧神戸商船大学からの移籍学生は卒業したが、留年等で残る学生が在籍し（最長8年間）、2010年までは存続することになっていた。神戸商船大学では、一般に想像される船舶職員の養成（商船システム学課程。航海、機関含む）に加えて、学部に4つある教育課程のうち3課程が工学課程（輸送情報システム工学課程、海洋電子機械工学課程、動力システム工学課程）だった。
1959年12月に原子力関係の講義が開設され、以降原子力関係講座、ならびに施設などが整備されてきた。1972年4月には旧日本原子力産業会議をはじめとする海運界などの積極的な支援もあり原子動力学科が開設された。1979年には、船員教育とともに関連する科学技術教育の充実の両立を教育方針とし、輸送科学科、1980年に海洋機械管理学科を設立。1974年に大学院修士課程を設置。1997年に博士課程を設置。

## 概要
本部と学舎は、現在の神戸大学海洋政策科学部（神戸大学深江キャンパス、学部名は2021年4月に改組された）にそのまま引き継がれている。
- 神戸市東灘区深江南町5-1-1

## 沿革
私立川崎商船学校→神戸高等商船学校→神戸商船大学と受け継がれてきたとされ、神戸大学海事科学部でも神戸高等商船学校が神戸商船大学の前身だと認めているが、国立学校設置法上は神戸商船大に包括されている学校はない。
旧神戸高等商船学校は、1945年4月に東京高等商船学校および清水高等商船学校と三校統合をおこなって発足した高等商船学校に包括される。この際、神戸高等商船学校の校地は高等商船学校神戸分校（海技専門学院を併設）となるが、戦後の1946年3月に神戸分校は廃止されて海技学院（現・海技大学校）に包摂された。1952年にかつての神戸高等商船学校の校地に改めて設立されたのが神戸商船大学である。

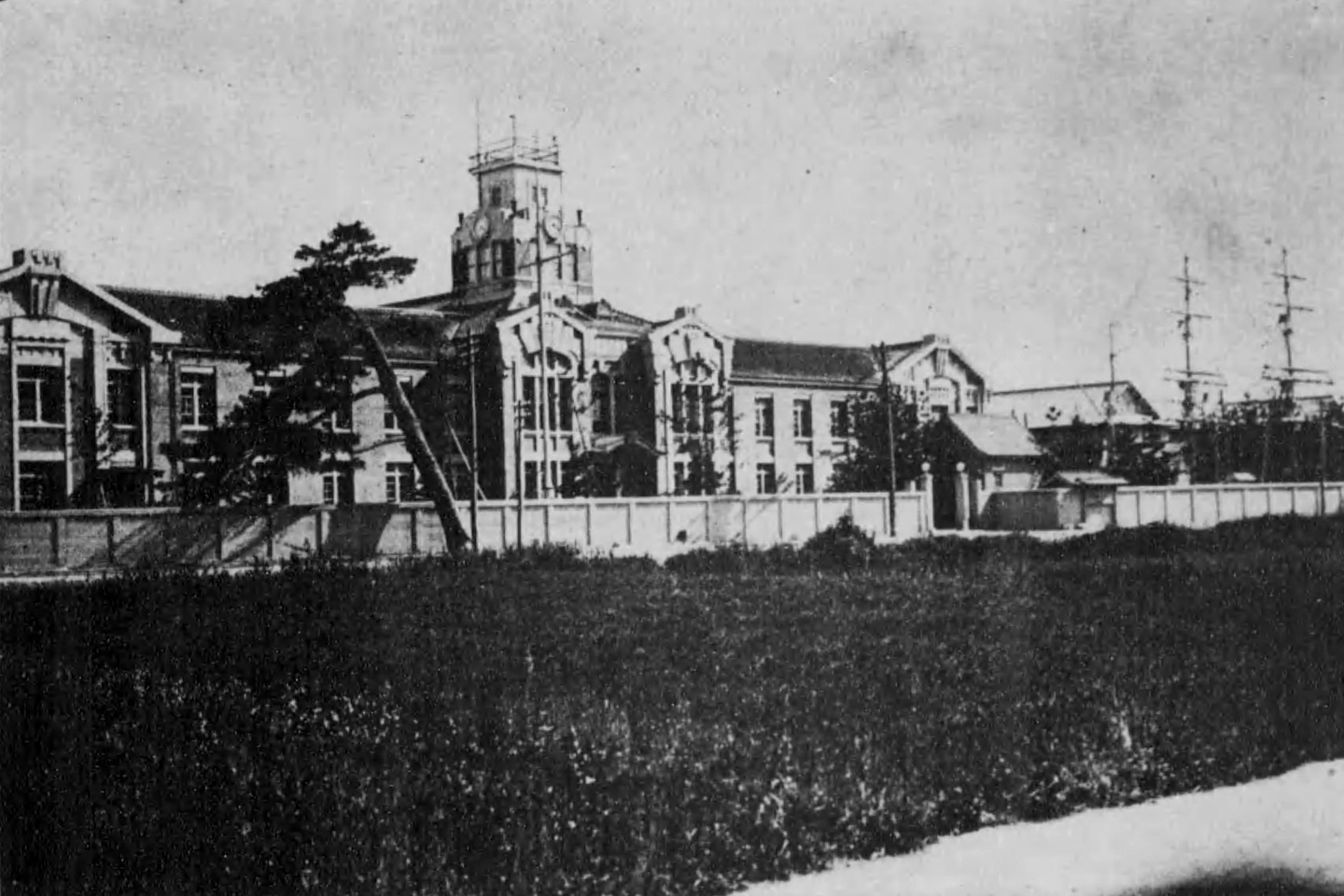
神戸高等商船学校

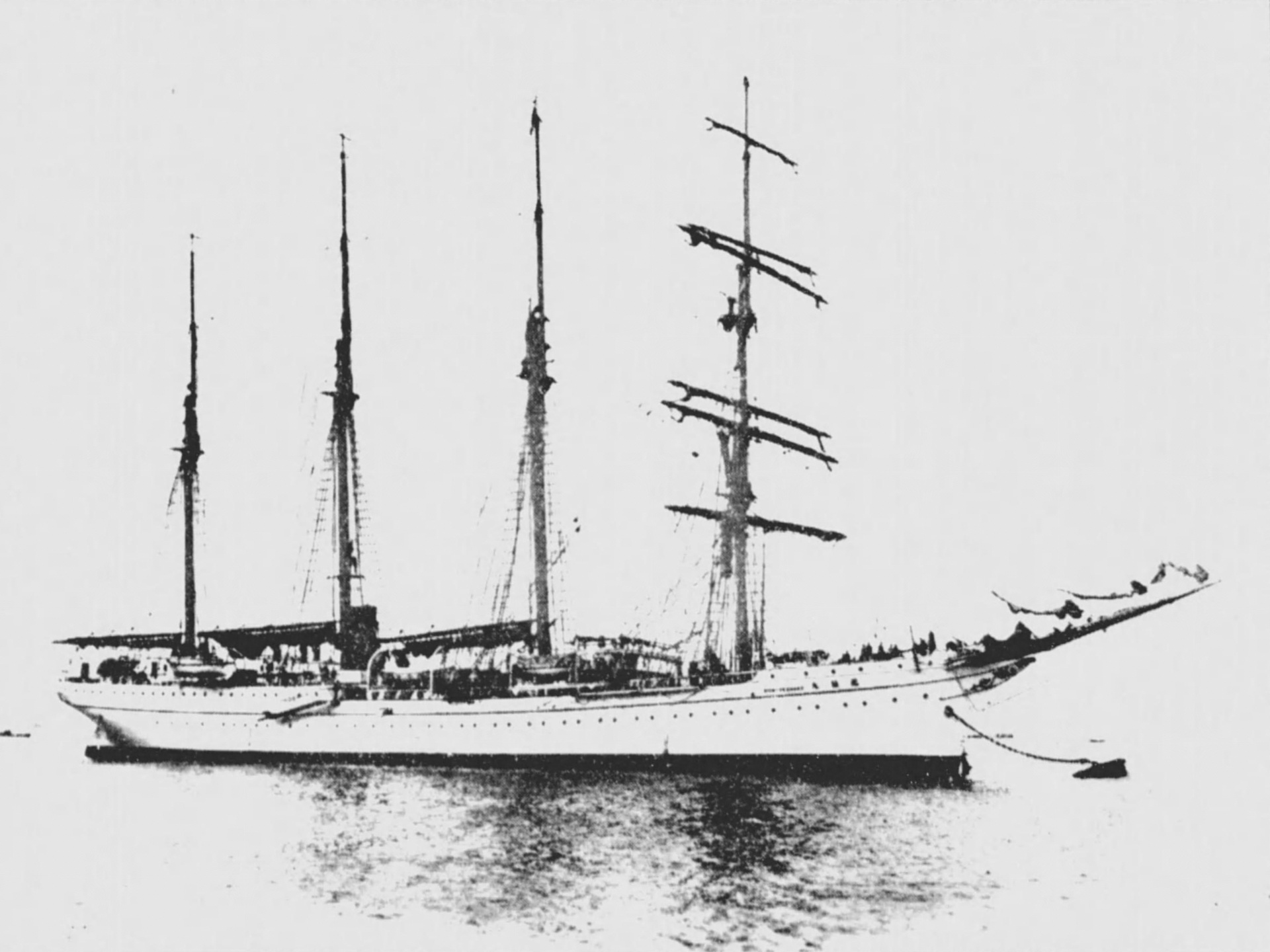
練習船進徳丸

- 1917年9月 - 私立川崎商船学校設立。
- 1918年4月 - 川崎商船学校授業開始。
- 1920年8月 - 官立に移管され、官立神戸高等商船学校創立、川崎商船学校廃止。
- 1925年 - 文部省所管とされ、官立神戸高等商船学校と改称。
- 1945年4月 - 東京高等商船学校、清水高等商船学校と統合され、清水市に高等商船学校設置。高等商船学校神戸分校が設置され、海技専門学院を新設・併置。
- 1946年3月 - 高等商船学校神戸分校廃止、全施設及び教職員が海技学院に継承される[3]。
- 1952年5月 - 国立神戸商船大学設置（商船学部　航海科・機関科）。海技学院に継承されていた高等商船学校神戸分校の施設がこの大学へ移管される[4]。
- 1972年4月 - 原子動力学科設立。
- 1974年6月 - 大学院商船学研究科（修士課程）設置。
- 1979年4月 - 航海学科を改組、航海学科と輸送科学科。
- 1980年4月 - 機関学科を改組、機関学科と海洋機械管理学科。乗船実習科設置。
- 1997年4月 - 大学院商船学研究科（博士課程）設置。
- 1998年4月 - 地域共同研究センター設置。
- 2000年 - 課程制を導入し、商船システム学課程、輸送情報システム工学課程、海洋電子機械工学課程、動力システム工学課程の教育システムとした。
- 2003年10月 - 神戸大学と統合し、神戸大学海事科学部となる。
- 2021年4月 - 神戸大学海事科学部は名称を改め、海洋政策科学部を設置した。